# Gnathostrangalia aurivillei
Gnathostrangalia aurivillei là một loài bọ cánh cứng trong họ Cerambycidae.